# Сахалин-2

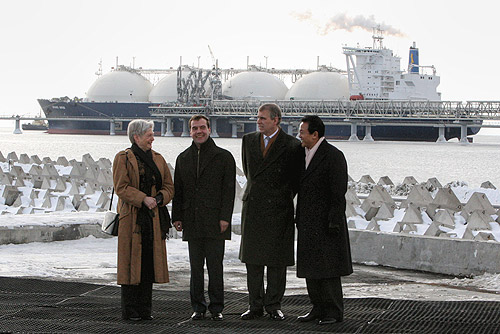
Дмитрий Медведев, Таро Асо, Эндрю, герцог Йоркский и ван дер Хувен, Мария. Визит на проект «Сахалин-2» 18 февраля 2009 г.

«Сахали́н-2» — проект по разработке Пильтун-Астохского нефтяного и Лунского газоконденсатного месторождений в Охотском море на шельфе острова Сахалин, расположенного на Дальнем Востоке России. Реализуется с 1994 года на условиях соглашения о разделе продукции. В 2022 году около 60 % производимого сжиженного газа предназначалось для Японии.
Оператор проекта — российское ООО «Сахалинская Энергия», заменившее в 2022 году предыдущего оператора офшорную компанию «Сахалин Энерджи Инвестмент Компани Лтд.» («Сахалин Энерджи»)
Инфраструктура проекта в 2022 году:
- три морские платформы;
- объединённый береговой технологический комплекс;
- транссахалинская трубопроводная система;
- порт «Пригородное»;
- терминал отгрузки нефти;
- завод СПГ проектной мощностью 9,6 миллиона тонн в год.

## О проекте
Проект предусматривает разработку двух шельфовых месторождений:
- Пильтун-Астохского (главным образом нефтяного месторождения с попутным газом). Добыча идёт с помощью платформ «Моликпак» и «Пильтун-Астохская-Б» [5].
- Лунского (преимущественно газового месторождения с попутным газовым конденсатом и нефтяной оторочкой). Общие запасы составляют 182,4 млн т нефти и 633,6 млрд  м³ газа[источник не указан 1858 дней] (по другим данным — 150 млн тонн нефти и 500 млрд кубометров газа). Добыча ведётся с помощью платформы «Лунская-А» (ЛУН-А) [5].

Нефть
В 2014 году была выведена на мировой рынок лёгкая малосернистая нефть сорта «Сахалин Бленд». Нефть сорта № 5 – Vitayz, добываемая в рамках проекта «Сахалин-2», имеет привязку к стоимости сорта «Дубай». В апреле 2023 Wall Street Journal рассказал, что для нефти проекта «Сахалин-2» было сделано исключение из санкций против российской нефти: Японии было разрешено приобретать ее по цене, превышающей лимит в 60 долларов. По оценке издания, исключение подорвало единство союзников США по установлению потолка цен на российскую нефть.
Сжиженный природный газ
В 2009 году начал работу первый в России завод по производству сжиженного природного газа.
В конце февраля 2022 года, после российского вторжения на Украину, Shell объявила о выходе из совместных проектов с «Газпромом», в том числе и из «Сахалина-2». 30 июня 2022 года Президент России В. Путин подписал указ о передаче всего имущества Sakhalin Energy в собственность России с одновременной передачей в безвозмездное пользование новому оператору проекта «Сахалин—2». В течение месяца после создания новой компании акционеры «Сахалин Энерджи Инвестмент Компани Лтд.» должны были сообщить правительству РФ, согласны ли они получить доли в новом операторе. Если они не захотят участвовать в новой компании, правительство должно оценить их доли и продать их, средства от продажи будут зачислены на счёт типа «С», который откроют на имя акционера.
Министр промышленности Коити Хагиуда заявил что правительство Японии попросило Mitsui & Co и Mitsubishi Corp «подумать позитивно» о присоединении к новой российской компании в соответствии с требованиями России. Политик подчеркнул, что «Сахалин-2» является ключевым источником стабильного энергоснабжения Японии, которая импортирует около 10% своего СПГ из России.

## Оператор и акционеры проекта
Оператор проекта «Сахалин-2» — ООО «Сахалинская Энергия» (ранее - «Сахалин Энерджи»).
До апреля 2007 года её акционерами были: Shell (55 %) и Mitsui (25 %) с Mitsubishi (20 %). В апреле 2007 года «Газпром» выкупил за $7,45 млрд  контрольный пакет — 50 % плюс одну акцию, — таким образом, у Shell — 27,5 % минус 1 акция, Mitsui — 12,5 %, Mitsubishi — 10 %. В сообщении «Газпрома» было отмечено, что «Сахалин Энерджи» останется компанией-оператором проекта, «Газпром» «будет играть ведущую роль как мажоритарный акционер», а Shell продолжит вносить «существенный вклад в оперативное управление и останется техническим консультантом».
В конце февраля 2022 года Shell, владеющая 27,5%-ной долей в проекте, объявила о намерении выйти из актива и позднее отозвала оттуда свой управляющий и технический персонал. Вместе с тем сообщалось, что японские Mitsui (доля в проекте "Сахалин-2" - 12,5%) и Mitsubishi (10%) не намерены выходить из проекта .
30 июня 2022 года Президент РФ Путин подписал указ о передаче государству активов компании-оператора проекта «Сахалин-2» Sakhalin Energy. Причиной такого решения стала «угроза национальным интересам России и её экономической безопасности» в результате нарушений по разработке Пильтун-Астохского и Лунского месторождений нефти и газа иностранными физическими и юридическими лицами. Акционерам Sakhalin Energy был отведён месяц на то, чтобы дать согласие о принятии долей, пропорционально текущим, в новом операторе. Имущество оператора было передано в собственность РФ и в безвозмездное пользование создаваемой организации, покупка долей, вышедших из проекта компаний, стала возможна только российским юридическим лицом.
1 сентября 2022 года компания Shell заявила о выходе из проекта «Сахалин-2», без какой-либо финансовой выгоды. Другие иностранные компании Mitsui и Mitsubishi договорились о передаче своих долей вновь созданной компании. Оставшемуся партнёру «Газпрому» принадлежит 50% нынешнего оператора. По мнению агентства Bloomberg решение Shell не присоединяться к новой компании-оператору «Сахалина-2» может принести России ещё больше доходов от энергетики, в том случае, если «Газпром» поглотит оставшуюся часть акций Shell.
5 октября 2022 года японская компания Mitsui OSK Lines сообщила о подписании долгосрочного рамочного контракта с новым российским оператором проекта по производству сжиженного природного газа «Сахалин-2». Сообщалось, что решение было принято после того, как японские коммунальные предприятия подписали соглашения с новым оператором о долгосрочных поставках СПГ, а японские торговые дома Mitsui & Co и Mitsubishi Corp были одобрены Россией для приобретения доли в нем.
2 ноября генеральный директор Mitsui & Co Кэнъити Хори заявил, что «Сахалин-2» обладает достаточным техническим опытом, чтобы продолжить работать без Shell.  Ранее в августе Россия одобрила заявки Mitsui & Co и Mitsubishi Corp на передачу их пакетов новому оператору. В октябре вице-премьер России Александр Новак заявил, что к концу года будет назван новый акционер «Сахалина-2», который заменит Shell.
В 2023 году по ходатайству главы НОВАТЭКа Леонида Михельсона Владимир Путин разрешил Shell вывести средства, которые будут получены в результате предполагаемой продажи 27,5% акций проекта (с лета 2022 года «уходящие» иностранные компании такой возможности лишены). Покупателем пакета планирует выступить НОВАТЭК. Сумма сделки оценивается в 94,8 миллиардов рублей.

## Стадии развития проекта

### Предыстория развития проекта
Переговоры по проекту «Сахалин-2» начались в 1988 году. В 1991 году был объявлен победитель тендера на право разработки технико-экономического обоснования (ТЭО). В июне 1994 года между российским правительством и компанией «Sakhalin Energy» было подписано соглашение о разработке проекта. Оригинал договора СРП «Сахалин-2» закрыт для публичного доступа.
Реализация проекта началась ещё через 2 года, после принятия соглашения о разделе продукции (СРП).

### Первый этап
Первый этап проекта был ориентирован на сезонную разработку нефтяного месторождения (летом 1999 на производственно-добывающем комплексе (ПДК) «Витязь», в состав которого входит нефтедобывающая платформа «Моликпак», была начата сезонная добыча нефти). Море вокруг ПДК «Витязь» покрыто льдами шесть месяцев в году, и поэтому до декабря 2008 года добыча в рамках Первого этапа ограничивалась безледовым периодом — примерно 180 дней. В настоящее время, после установки дополнительного модуля и строительства берегового комплекса в рамках Второго этапа, платформа работает в круглогодичном режиме, при этом суточная добыча составляет около 60000-70000 баррелей. Общие инвестиции в первый этап составили около 1,5 млрд долл. США.

### Второй этап
Второй этап проекта — обеспечение комплексной разработки нефтегазовых месторождений с целью обеспечения круглогодичной добычи нефти и газа. Во время этого этапа была установлена морская платформа на Пильтунской площади Пильтун-Астохского месторождения и проведён монтаж платформы на Лунском газовом месторождении. Теперь нефть и газ транспортируются по 800-километровым береговым трубопроводам в Пригородное, на южную оконечность острова Сахалин к заводу по производству сжиженного природного газа (СПГ) и терминалам отгрузки нефти и СПГ. Мощность СПГ-производства — 9,6 млн т сжиженного газа в год.

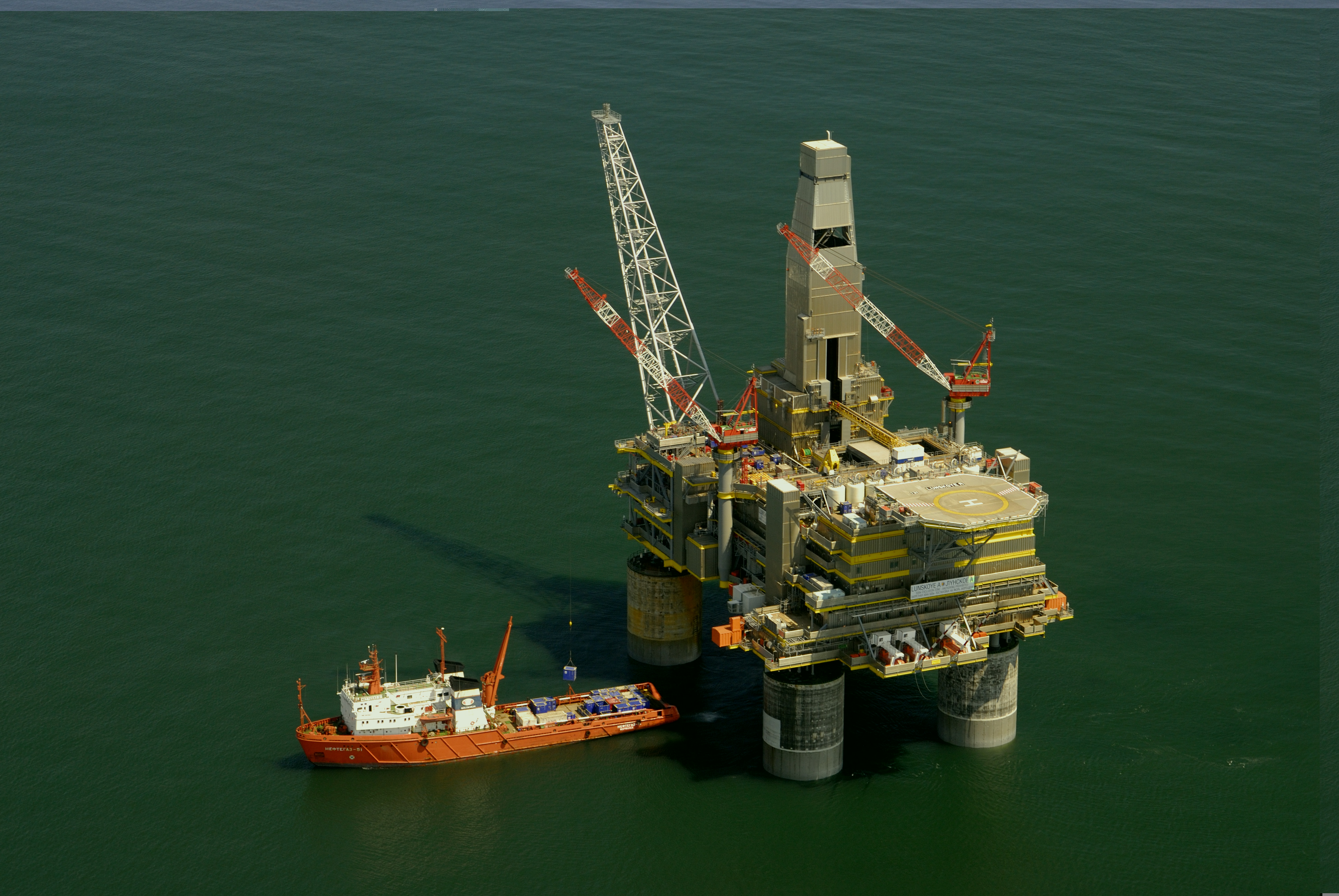
Платформа Лун-А на шельфе

В торжественной церемонии приняли участие представители Японии, Великобритании и Нидерландов, стран-участниц проекта.

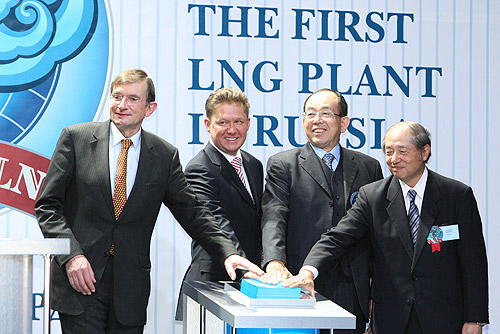
На церемонии открытия завода по производству сжиженного природного газа, построенного в рамках проекта

18 февраля 2009 года на Сахалине, близ города Корсакова был запущен завод по производству сжиженного природного газа. На заводе работают две технологические линии производительностью 4,8 млн тонн в год каждая. 18 февраля 2009 года с завода по производству СПГ по проекту «Сахалин-2» была отгружена первая экспортная партия продукции на танкер «Совкомфлота».

## Добыча и реализация
В 2018 году доля сахалинского СПГ, производство которого составило 11,41 млн т, в Азиатско-Тихоокеанском регионе, по оценке «Сахалин Энерджи», достигла 4,8%, на мировом рынке — 3,6%.
По данным Международной группы экспортёров СПГ (GIIGNL), по итогам 2021 г. на «Сахалине-2» было законтрактовано 9,2 млн т (12,7 млрд куб. м) сжиженного природного газа (СПГ). При этом около 5 млн т (6,9 млрд куб. м, или около 60%) было законтрактовано японскими компаниями. Крупнейшими покупателями являются корейская Kogas и японская Jera, приобретающие с СРП-проекта по 1,5 млн т (2,1 млрд куб. м) СПГ ежегодно .
Рынок Северо-Восточной Азии остается ключевым в структуре продаж сжиженного природного газа проекта «Сахалин-2», около 60% продаж СПГ в 2023 году пришлось на Японию.

## Экология
В августе 2007 года британское отделение «Всемирный фонд дикой природы» (WWF) и общественная организация «The Corner House» подали иск против департамента по экспортным гарантиям Соединённого Королевства (ECGD). Организации требуют не предоставлять кредит для «Sakhalin Energy» в размере 1 млрд долларов США под реализацию второго этапа проекта в отсутствии необходимой информации по экологической стороне проекта. Ранее ЕБРР отказался от финансирования этого проекта.
9 октября «Sakhalin Energy» опубликовала экологический отчёт организации AEA Technology, которая была привлечена компанией для независимой экологической экспертизы. В нём говорится, что «по большинству проектных объектов отмечается высокий уровень соблюдения законодательных и нормативных требований», но «есть небольшое количество направлений, по которым показатели работ по проекту на настоящий момент не соответствуют требованиям плана действий в сфере охраны здоровья, окружающей среды и социальной защиты». Выделено 4 проблемных участка:
- строительство переходов через реки (отмечается небольшое использование методов «сухого» перехода),
- борьба с эрозией (реализация временных и постоянных противоэрозийных мероприятий не соответствует требованиям плана в части, касающейся стабилизации поверхности грунта для снижения риска эрозии),
- пересечение заболоченных территорий (нарушение гидрологического режима),
- строительство в районе Чайво (ведение работ в чувствительный период гнездования птиц).

Два первых участка также являлись частью списка претензий, которые в 2006 году Минприроды предъявляло к проекту, угрожая штрафами и отзывом лицензий.
Одна из немногих точек произрастания орхидей внесённых в Красную книгу: Башмачка настоящего и Гнездоцветки клобучковой на острове Сахалин в окрестностях посёлка Взморье исчезла в результате строительства нефтегазопровода по проекту «Сахалин-2».
При этом в декабре 2008 года компания «Сахалин Энерджи» стала лауреатом премии «Экологический проект года» министерства природных ресурсов Российской Федерации. Награда в номинации «Экологическая эффективность экономики» была вручена компании Министром природных ресурсов и экологии РФ Юрием Трутневым за работу по защите западной популяции серых китов.